# Porto de Santa Iria (Ribeirinha)

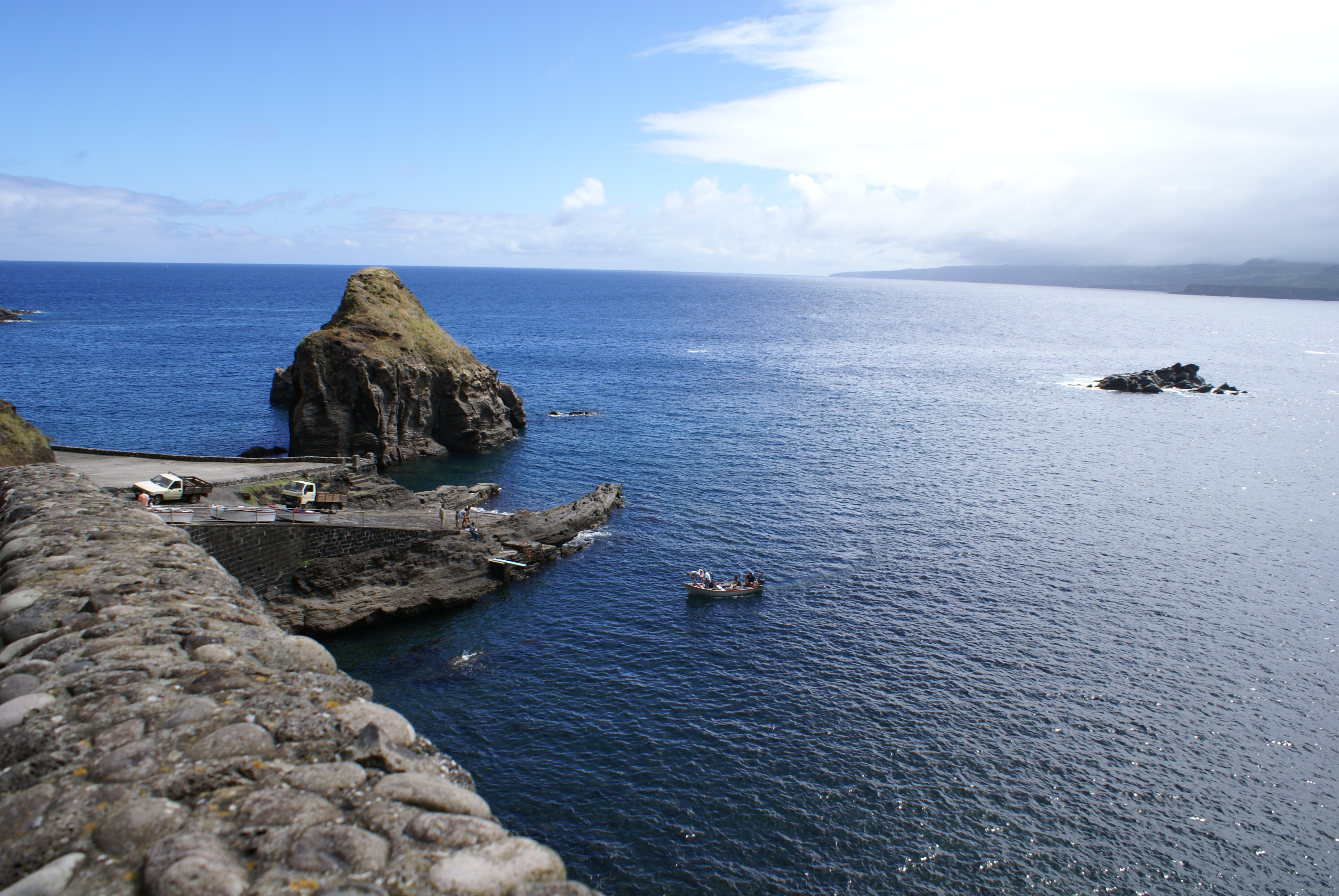
Vista parcial do Porto de Santa Iria.

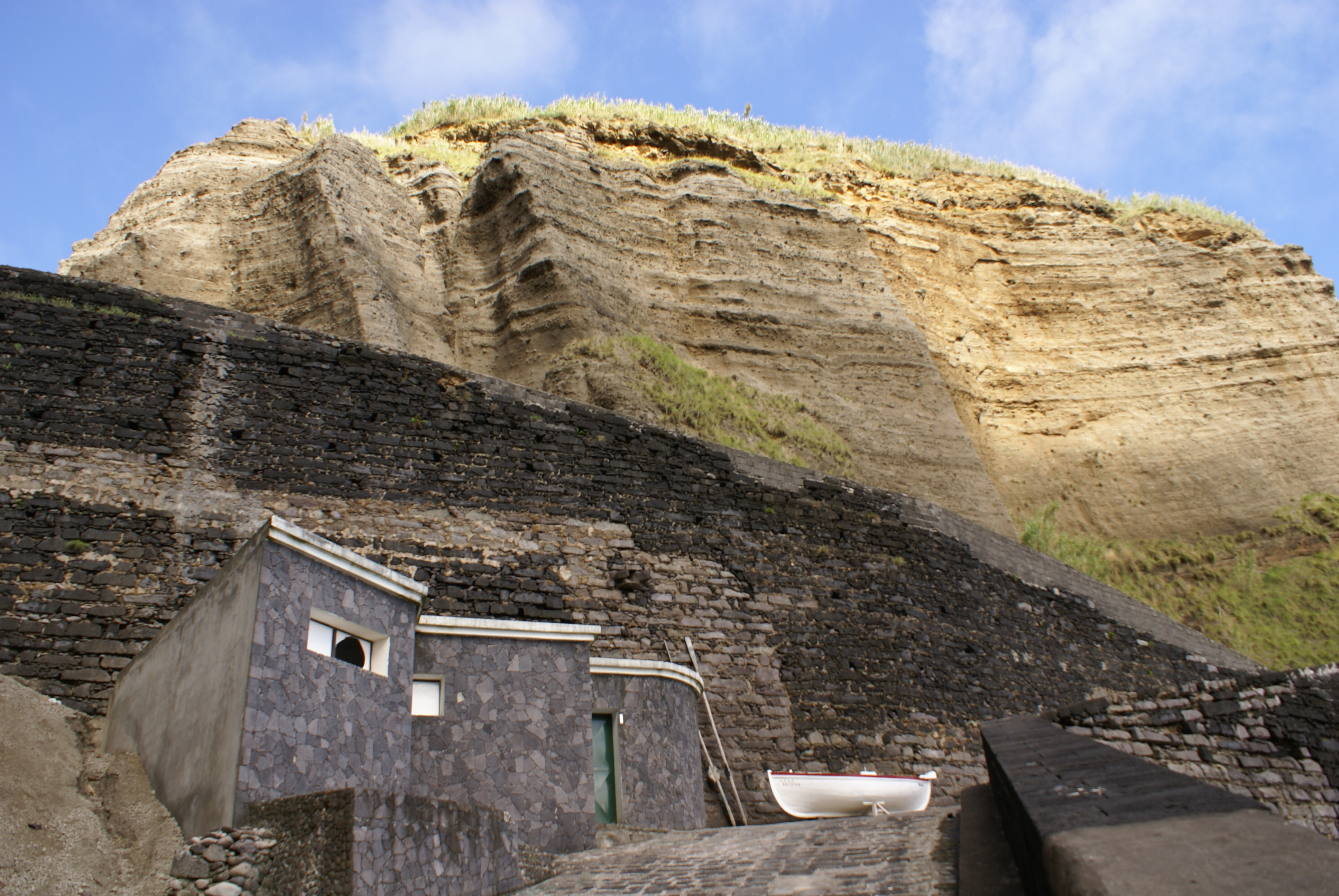
Falésias junto ao Porto da Ribeirinha.

O Porto de Santa iria (Ribeirinha) é um porto piscatório e de recreio localizado na freguesia da Ribeirinha, concelho da Ribeira Grande, na ilha açoriana de São Miguel.
Este porto caracteriza-se por se encontra numa zona de altas falésias tendo os acessos ao mesmo sido escavados nas referidas falésias. Encontra-se na área de abrangência do IBA da Ponta do Cintrão, sendo daqui possível aceder às grutas vulcânicas deste acidente geológico da Ponta do Cintrão.
Aqui também se encontra e na estrutura do mesmo porto uma zona balnear e frente ao porto dois ilhéus que lhe dão atracção especial.